# Světový pohár v biatlonu 2008/2009
Světový pohár v biatlonu 2008/2009 byl 32. ročníkem světového poháru pořádaným Mezinárodní biatlonovou unií (IBU). Začal 3. prosince 2008 ve švédském Östersundu a skončil 29. března 2009 ve finském závody v ruském Chanty-Mansijsku. 
Hlavní událostí tohoto ročníku bylo mistrovství světa v jihokorejském Pchjongčchangu v únoru 2009.
Celkové vítězství z předchozí sezóny obhájil Nor Ole Einar Bjørndalen. Vítězkou ženského pořadí se stala Švédka Helena Jonssonová.

## Program
| Datum konání          | Místo konání       | Sprint | Stíhací závod | Závod s hromadným startem | Vytrvalostní závod | Štafeta | Smíšená štafeta |
| --------------------- | ------------------ | ------ | ------------- | ------------------------- | ------------------ | ------- | --------------- |
| 2.–7. prosince 2008   | Östersund          | ●      | ●             |                           | ●                  |         |                 |
| 11.–14. prosince 2008 | Hochfilzen         | ●      | ●             |                           |                    | ●       |                 |
| 17.–21. prosince 2008 | Hochfilzen         | ●      |               |                           | ●                  | ●       |                 |
| 6.–11. ledna 2009     | Oberhof            | ●      |               | ●                         |                    | ●       |                 |
| 13.–18. ledna 2009    | Ruhpolding         | ●      | ●             |                           |                    | ●       |                 |
| 22.–25. ledna 2009    | Anterselva         | ●      | ●             | ●                         |                    |         |                 |
| 13.–22. února 2009    | Pchjongčchang (MS) | ●      | ●             | ●                         | ●                  | ●       | ●               |
| 10.–15. března 2009   | Vancouver          | ●      |               |                           | ●                  | ●       |                 |
| 18.–22. března 2009   | Trondheim          | ●      | ●             | ●                         |                    |         |                 |
| 25.–29. března 2009   | Chanty-Mansijsk    | ●      | ●             | ●                         |                    |         |                 |

## Pořadí Světového poháru

### Celkové pořadí
| Muži   | Muži                 | Muži |
| Pořadí | Jméno                | Body |
| ------ | -------------------- | ---- |
| 1.     | Ole Einar Bjørndalen | 1080 |
| 2.     | Thomas Sikora        | 870  |
| 3.     | Emil Hegle Svendsen  | 844  |
| 4.     | Michael Greis        | 804  |
| 5.     | Maxim Čudov          | 780  |
| 6.     | Christoph Sumann     | 759  |
| 7.     | Ivan Čerezov         | 730  |
| 8.     | Carl Johan Bergmann  | 643  |
| 9.     | Björn Ferry          | 642  |
| 10.    | Halvard Hannevold    | 600  |
| 20.    | Michal Šlesingr      | 423  |
| 43.    | Jaroslav Soukup      | 175  |
| 48.    | Zdeněk Vítek         | 136  |
| 53.    | Tomáš Holubec        | 118  |
| 57.    | Roman Dostál         | 102  |
| 99.    | Ondřej Moravec       | 9    |

| Ženy   | Ženy                            | Ženy |
| Pořadí | Jméno                           | Body |
| ------ | ------------------------------- | ---- |
| 1.     | Helena Jonssonová               | 952  |
| 2.     | Kati Wilhelmová                 | 952  |
| 3.     | Tora Bergerová                  | 894  |
| 4.     | Magdalena Neunerová             | 891  |
| 5.     | Andrea Henkelová                | 838  |
| 6.     | Olga Zajcevová                  | 834  |
| 7.     | Darja Domračevová               | 776  |
| 8.     | Martina Becková                 | 685  |
| 9.     | Simone Hauswaldová              | 677  |
| 10.    | Anna Carin Olofssonová-Zideková | 645  |
| 36.    | Veronika Vítková                | 196  |
| 69.    | Zdeňka Vejnarová                | 51   |
| 79.    | Veronika Zvařičová              | 24   |

## Světový pohár – pódiové umístění

### Muži
| Č.  | Datum             | Místo              | Disciplína         | Délka   | Vítěz                | Druhé místo          | Třetí místo          | Žlutý trikot (po závodě) |
| --- | ----------------- | ------------------ | ------------------ | ------- | -------------------- | -------------------- | -------------------- | ------------------------ |
| 1.  | 3. prosince 2008  | Östersund          | vytrvalostní závod | 20 km   | Michael Greis        | Alexander Os         | Emil Hegle Svendsen  | Greis                    |
| 2.  | 6. prosince 2008  | Östersund          | sprint             | 10 km   | Emil Hegle Svendsen  | Tomasz Sikora        | Simon Fourcade       | Svendsen                 |
| 3.  | 7. prosince 2008  | Östersund          | stíhací závod      | 12,5 km | Tomasz Sikora        | Ole Einar Bjørndalen | Emil Hegle Svendsen  | Svendsen                 |
| 4.  | 12. prosince 2008 | Hochfilzen         | sprint             | 10 km   | Emil Hegle Svendsen  | Ivan Tcherezov       | Alexander Os         | Svendsen                 |
| 5.  | 13. prosince 2008 | Hochfilzen         | stíhací závod      | 12,5 km | Emil Hegle Svendsen  | Ole Einar Bjørndalen | Tomasz Sikora        | Svendsen                 |
| 6.  | 18. prosince 2008 | Hochfilzen         | vytrvalostní závod | 20 km   | Maxim Tchoudov       | Ivan Tcherezov       | Björn Ferry          | Svendsen                 |
| 7.  | 20. prosince 2008 | Hochfilzen         | sprint             | 10 km   | Lars Berger          | Alexander Os         | Carl Johan Bergman   | Svendsen                 |
| 8.  | 10. ledna 2009    | Oberhof            | sprint             | 10 km   | Maxim Tchoudov       | Michael Rösch        | Tomasz Sikora        | Sikora                   |
| 9.  | 11. ledna 2009    | Oberhof            | hromadný start     | 15 km   | Christoph Sumann     | Carl Johan Bergman   | Ole Einar Bjørndalen | Svendsen                 |
| 10. | 17. ledna 2009    | Ruhpolding         | sprint             | 10 km   | Ole Einar Bjørndalen | Dominik Landertinger | Emil Hegle Svendsen  | Svendsen                 |
| 11. | 18. ledna 2009    | Ruhpolding         | stíhací závod      | 12,5 km | Ole Einar Bjørndalen | Emil Hegle Svendsen  | Dominik Landertinger | Svendsen                 |
| 12. | 23. ledna 2009    | Anterselva         | sprint             | 10 km   | Emil Hegle Svendsen  | Björn Ferry          | Tomasz Sikora        | Svendsen                 |
| 13. | 24. ledna 2009    | Anterselva         | stíhací závod      | 12,5 km | Björn Ferry          | Simon Eder           | Emil Hegle Svendsen  | Svendsen                 |
| 14. | 25. ledna 2009    | Anterselva         | hromadný start     | 15 km   | Christoph Stephan    | Dominik Landertinger | Ivan Tcherezov       | Svendsen                 |
| 15. | 14. února 2009    | Pchjongčchang (MS) | sprint             | 10 km   | Ole Einar Bjørndalen | Lars Berger          | Halvard Hanevold     | Svendsen                 |
| 16. | 15. února 2009    | Pchjongčchang (MS) | stíhací závod      | 12,5 km | Ole Einar Bjørndalen | Maxim Tchoudov       | Alexander Os         | Sikora                   |
| 17. | 17. února 2009    | Pchjongčchang (MS) | vytrvalostní závod | 20 km   | Ole Einar Bjørndalen | Christoph Stephan    | Jakov Fak            | Sikora                   |
| 18. | 21. února 2009    | Pchjongčchang (MS) | hromadný start     | 15 km   | Dominik Landertinger | Christoph Sumann     | Ivan Tcherezov       | Sikora                   |
| 19. | 11. března 2009   | Vancouver          | vytrvalostní závod | 20 km   | Vincent Jay          | Daniel Böhm          | Jeremy Teela         | Sikora                   |
| 20. | 13. března 2009   | Vancouver          | sprint             | 10 km   | Lars Berger          | Ole Einar Bjørndalen | Christoph Sumann     | Bjørndalen               |
| 21. | 19. března 2009   | Trondheim          | sprint             | 10 km   | Michael Greis        | Ole Einar Bjørndalen | Simon Eder           | Bjørndalen               |
| 22. | 21. března 2009   | Trondheim          | stíhací závod      | 12,5 km | Ole Einar Bjørndalen | Simon Eder           | Tomasz Sikora        | Bjørndalen               |
| 23. | 22. března 2009   | Trondheim          | hromadný start     | 15 km   | Ole Einar Bjørndalen | Simon Eder           | Emil Hegle Svendsen  | Bjørndalen               |
| 25. | 26. března 2009   | Chanty-Mansijsk    | sprint             | 10 km   | Arnd Peiffer         | Ole Einar Bjørndalen | Christoph Sumann     | Bjørndalen               |
| 25. | 28. března 2009   | Chanty-Mansijsk    | stíhací závod      | 12,5 km | Emil Hegle Svendsen  | Ole Einar Bjørndalen | Christoph Sumann     | Bjørndalen               |
| 26. | 29. března 2009   | Chanty-Mansijsk    | hromadný start     | 15 km   | Simon Eder           | Dominik Landertinger | Ole Einar Bjørndalen | Bjørndalen               |

### Ženy
| Č.  | Datum             | Místo              | Disciplína         | Délka   | Vítězka             | Druhé místo         | Třetí místo                     | Žlutý trikot (po závodě) |
| --- | ----------------- | ------------------ | ------------------ | ------- | ------------------- | ------------------- | ------------------------------- | ------------------------ |
| 1.  | 4. prosince 2008  | Östersund          | vytrvalostní závod | 15 km   | Helena Jonssonová   | Kati Wilhelmová     | Magdalena Neunerová             | Jonsson                  |
| 2.  | 6. prosince 2008  | Östersund          | sprint             | 7,5 km  | Wang Čunli          | Tora Bergerová      | Magdalena Neunerová             | Neunerová                |
| 3.  | 7. prosince 2008  | Östersund          | stíhací závod      | 10 km   | Martina Becková     | Světlana Slepcovová | Kati Wilhelmová                 | Wilhelmová               |
| 4.  | 12. prosince 2008 | Hochfilzen         | sprint             | 7,5 km  | Simone Hauswaldová  | Světlana Slepcovová | Andrea Henkelová                | Bergerová                |
| 5.  | 13. prosince 2008 | Hochfilzen         | stíhací závod      | 10 km   | Martina Becková     | Světlana Slepcovová | Simone Hauswaldová              | Becková                  |
| 6.  | 18. prosince 2008 | Hochfilzen         | vytrvalostní závod | 15 km   | Éva Tófalviová      | Světlana Slepcovová | Simone Hauswaldová              | Slepcovová               |
| 7.  | 20. prosince 2008 | Hochfilzen         | sprint             | 7,5 km  | Světlana Slepcovová | Vita Semerenková    | Helena Jonssonová               | Slepcovová               |
| 8.  | 9. ledna 2009     | Oberhof            | sprint             | 7,5 km  | Andrea Henkelová    | Helena Jonssonová   | Tora Bergerová                  | Slepcovová               |
| 9.  | 11. ledna 2009    | Oberhof            | hromadný start     | 12,5 km | Kati Wilhelmová     | Olga Medvedcevová   | Helena Jonssonová               | Slepcovová               |
| 10. | 16. ledna 2009    | Ruhpolding         | sprint             | 7,5 km  | Magdalena Neunerová | Kati Wilhelmová     | Darja Domračevová               | Slepcovová               |
| 11. | 18. ledna 2009    | Ruhpolding         | stíhací závod      | 10 km   | Magdalena Neunerová | Kati Wilhelmová     | Tora Bergerová                  | Slepcovová               |
| 12. | 22. ledna 2009    | Anterselva         | sprint             | 7,5 km  | Tora Bergerová      | Darja Domračevová   | Kati Wilhelmová                 | Slepcovová               |
| 13. | 24. ledna 2009    | Anterselva         | stíhací závod      | 10 km   | Anna Buliginová     | Kaisa Mäkäräinenová | Darja Domračevová               | Slepcovová               |
| 14. | 25. ledna 2009    | Anterselva         | hromadný start     | 12,5 km | Helena Jonssonová   | Kaisa Mäkäräinenová | Kati Wilhelmová                 | Wilhelmová               |
| 15. | 14. února 2009    | Pchjongčchang (MS) | sprint             | 7,5 km  | Kati Wilhelmová     | Simone Hauswaldová  | Olga Zajcevová                  | Wilhelmová               |
| 16. | 15. února 2009    | Pchjongčchang (MS) | stíhací závod      | 10 km   | Helena Jonssonová   | Kati Wilhelmová     | Olga Zajcevová                  | Wilhelmová               |
| 17. | 18. února 2009    | Pchjongčchang (MS) | vytrvalostní závod | 15 km   | Kati Wilhelmová     | Teja Gregorinová    | Tora Bergerová                  | Wilhelmová               |
| 18. | 22. února 2009    | Pchjongčchang (MS) | hromadný start     | 12,5 km | Olga Zajcevová      | Anastasia Kuzminová | Helena Jonssonová               | Wilhelmová               |
| 19. | 11. března 2009   | Vancouver          | vytrvalostní závod | 15 km   | Simone Hauswaldová  | Olga Zajcevová      | Vita Semerenková                | Wilhelmová               |
| 20. | 13. března 2009   | Vancouver          | sprint             | 7,5 km  | Helena Jonssonová   | Magdalena Neunerová | Olga Zajcevová                  | Wilhelmová               |
| 212 | 19. března 2009   | Trondheim          | sprint             | 7,5 km  | Olga Zajcevová      | Helena Jonssonová   | Sylvie Becaertová               | Jonssonová               |
| 22. | 21. března 2009   | Trondheim          | stíhací závod      | 10 km   | Andrea Henkelová    | Olga Zajcevová      | Marie-Laure Brunetová           | Wilhelmová               |
| 23. | 22. března 2009   | Trondheim          | hromadný start     | 12,5 km | Tora Bergerová      | Simone Hauswaldová  | Sandrine Baillyová              | Wilhelmová               |
| 24. | 27. března 2009   | Chanty-Mansijsk    | sprint             | 7,5 km  | Tina Bachmannová    | Simone Hauswaldová  | Anna Carin Olofssonová-Zideková | Wilhelmová               |
| 25. | 28. března 2009   | Chanty-Mansijsk    | stíhací závod      | 10 km   | Magdalena Neunerová | Michela Ponzaová    | Marie Dorinová                  | Wilhelmová               |
| 26. | 29. března 2009   | Chanty-Mansijsk    | hromadný start     | 12,5 km | Simone Hauswaldová  | Helena Jonssonová   | Andrea Henkelová                | Jonssonová               |

### Mužská štafeta (4×7,5km)
| Č. | Datum             | Místo              | Vítězové                                                                          | Druhé místo                                                                       | Třetí místo                                                                      |
| -- | ----------------- | ------------------ | --------------------------------------------------------------------------------- | --------------------------------------------------------------------------------- | -------------------------------------------------------------------------------- |
| 1. | 14. prosince 2008 | Hochfilzen         | Rusko Ivan Čerezov Maxim Čudov Maxim Maksimov Nikolaj Kruglov                     | Rakousko Daniel Mesotitsch Friedrich Pinter Dominik Landertinger Christoph Sumann | Ukrajina Vyacheslav Derkach Andrij Deryzemlja Oleg Berezhnoy Serguei Sednev      |
| 2. | 21. prosince 2008 | Hochfilzen         | Rakousko Daniel Mesotitsch Friedrich Pinter Tobias Eberhard Christoph Sumann      | Švédsko Magnus Jonsson Mattias Nilsson Björn Ferry Carl Johan Bergman             | Francie Vincent Jay Vincent Defrasne Jean-Guillaume Béatrix Simon Fourcade       |
| 3. | 8. ledna 2009     | Oberhof            | Rakousko Daniel Mesotitsch Friedrich Pinter Dominik Landertinger Christoph Sumann | Německo Michael Greis Michael Rösch Arnd Peiffer Toni Lang                        | Norsko Emil Hegle Svendsen Rune Brattsveen Halvard Hanevold Ole Einar Bjørndalen |
| 4. | 15. ledna 2009    | Ruhpolding         | Norsko Emil Hegle Svendsen Alexander Os Halvard Hanevold Ole Einar Bjørndalen     | Německo Michael Rösch Christoph Stephan Arnd Peiffer Toni Lang                    | Rakousko Daniel Mesotitsch Friedrich Pinter Tobias Eberhard Christoph Sumann     |
| 5. | 16. února 2009    | Pchjongčchang (MS) | Norsko Emil Hegle Svendsen Lars Berger Halvard Hanevold Ole Einar Bjørndalen      | Rakousko Daniel Mesotitsch Simon Eder Dominik Landertinger Christoph Sumann       | Německo Michael Rösch Christoph Stephan Arnd Peiffer Michael Greis               |
| 6. | 15. března 2009   | Vancouver          | Švédsko David Ekholm Mattias Nilsson Fredrik Lindström Carl Johan Bergman         | Francie Vincent Jay Vincent Defrasne Martin Fourcade Simon Fourcade               | Německo Simon Schempp Daniel Böhm Arnd Peiffer Michael Rösch                     |

### Ženská štafeta (4×6km)
| Č. | Datum             | Místo              | Vítězové                                                                                       | Druhé místo                                                                                     | Třetí místo                                                                       |
| -- | ----------------- | ------------------ | ---------------------------------------------------------------------------------------------- | ----------------------------------------------------------------------------------------------- | --------------------------------------------------------------------------------- |
| 1. | 14. prosince 2008 | Hochfilzen         | Norsko Solveig Rogstadová Julie Bonnevieová-Svendsenová Ann Kristin Flatlandová Tora Bergerová | Francie Marie-Laure Brunetová Sylvie Becaertová Julie Carrazová Sandrine Baillyová              | Německo Andrea Henkelová Martina Becková Simone Hauswaldová Kati Wilhelmová       |
| 2. | 21. prosince 2008 | Hochfilzen         | Německo Andrea Henkelová Simone Hauswaldová Magdalena Neunerová Kathrin Hitzer                 | Francie Marie-Laure Brunetová Sylvie Becaertová Julie Carrazová Sandrine Bailly                 | Polsko Krystyna Palková Magdalena Gwizdonová Weronika Nowakowska Agnieszka Cylová |
| 3. | 7. ledna 2009     | Oberhof            | Ukrajina Olena Pidhrušná Valentyna Semerenková Vita Semerenková Oksana Chvostěnková            | Německo Simone Hauswaldová Kati Wilhelmová Sabrina Buchholzová Kathrin Hitzerová                | Francie Marie-Laure Brunetová Sylvie Becaert Pauline Macabiesová Marie Dorinová   |
| 4. | 14. ledna 2009    | Ruhpolding         | Německo Andrea Henkelová Kati Wilhelmová Kathrin Hitzerová Magdalena Neunerová                 | Švédsko Sofia Domeijová Helena Jonssonová Anna Carin Olofssonová-Zideková Anna Maria Nilssonová | Čína Wang Čunli Liu Xianying Dong Xue Song Chaoqing                               |
| 5. | 21. února 2009    | Pchjongčchang (MS) | Rusko Světlana Slepcovová Anna Buliginová Olga Medvedcevová Olga Zajcevová                     | Německo Martina Becková Magdalena Neunerová Andrea Henkelová Kati Wilhelmová                    | Francie Marie-Laure Brunetová Sylvie Becaertová Marie Dorinová Sandrine Baillyová |
| 6. | 14. března 2009   | Vancouver          | Německo Kati Wilhelmová Magdalena Neunerová Martina Becková Andrea Henkelová                   | Čína Wang Čunli Liu Xianying Dong Xue Liu Yuanyuan                                              | Rusko Světlana Slepcovová Anna Buliginová Olga Medvedcevová Olga Zajcevová        |

### Smíšená štafeta (2x6km + 2x7.5km)
| Č. | Datum          | Místo              | Vítězové                                                                        | Druhé místo                                                                               | Třetí místo                                                            |
| -- | -------------- | ------------------ | ------------------------------------------------------------------------------- | ----------------------------------------------------------------------------------------- | ---------------------------------------------------------------------- |
| 1. | 19. února 2009 | Pchjongčchang (MS) | Francie Marie-Laure Brunetová Sylvie Becaertová Vincent Defrasne Simon Fourcade | Švédsko Helena Jonssonová Anna Carin Olofssonová-Zideková David Ekholm Carl Johan Bergman | Německo Andrea Henkelová Simone Hauswaldová Arnd Peiffer Michael Greis |